# Внутрішньоконтурне заводнення

Рис. 1. Заводнення покладів: а — законтурне; б — приконтурне; в — з розрізанням на окремі площі; г — блокове; ґ — осьове; д — кільцеве; е — центральне; є — осередкове

Внутрішньоконтурне заводнення (рос. внутриконтурное заводнение, англ. contour flooding, нім. Intrakonturwasserfluten n, Randwasserfluten n) — спосіб розробки нафтових родовищ, при якому підтримка або відновлення балансу пластової енергії здійснюється закачуванням води безпосередньо в нафтовий пласт. В.з. — найбільш інтенсивний та економічно ефективний спосіб впливу на нафтовий пласт.

## Загальний опис
Розрізняють блокове, локальне, вибіркове заводнення та В.з. на всій площі родовища.
За характером взаємного розміщення нафтовидобувних і водонагнітальних свердловин розрізняють декілька різновидів В.з. Один з них — заводнення із «розрізанням» покладу рядами водонагнітальних свердловин на окремі ділянки (площі), які розробляються незалежно одна від одної як самостійні поклади. Ряди нагнітальних свердловин орієнтують вздовж або впоперек поздовжньої осі структури. Значного поширення набрала схема з поперечним «розрізанням» нафтових покладів витягнутої форми на окремі ділянки — блоки (т.зв. блокове заводнення). Між рядами нагнітальних свердловин звичайно розміщують 3 або 5 рядів видобувних свердловин (трирядні або п'ятирядні системи). Для підвищення кінцевого нафтовилучення, а також темпів розробки в п’ятирядні системи вводяться додаткові водонагнітальні свердловини — здебільшого частина нафтовидобувних свердловин, переважно обводнених. З них складаються нові ряди або окремі осередки заводнення (осередкове заводнення). На нафтових пластах з різко вираженою зональною неоднорідністю продуктивного колектора часом застосовують вибіркове З.в. В цьому випадку поклад спочатку розбурюють по рівномірній сітці, а потім частина свердловин (звичайно 1/5–1/3), які порівняно рівномірно розподілені по всій площі покладу і мають найвищу продуктивність, освоюються під нагнітання води, створюється система (сітка) окремих осередків заводнення. Найбільш інтенсивний вид З.в. — заводнення по площі, при якому видобувні і нагнітальні свердловини чергуються між собою в певній послідовності, рівномірно розміщуючись по площі покладу. Основна перевага З.в. — можливість істотного підвищення темпів відбирання нафти з покладу не тільки за рахунок збільшення кількості свердловин, але і співвідношення нагнітальних і видобувних свердловин, підвищення тиску в нагнітальних свердловинах та ін.
Крім того, ці системи поділяються на лінійні (рядні), змішані (поєднання рядної і батарейної систем, з одночасним застосуванням позаконтурного і внутрішньоконтурного заводнення).
- Лінійні (рядні) системи розробки. Різновидом таких систем є блокові системи. При цих системах на родовищах, як правило в напрямку поперечному їх простяганню, розміщують ряди видобувних і нагнітальних свердловин. На практиці застосовують однорядну, трирядну і п'ятирядні схеми розташування свердловин, що являють собою відповідно чергування одного ряду видобувних свердловин і ряду нагнітальних свердловин, трьох рядів видобувних і одного ряду нагнітальних свердловин, п'яти рядів видобувних і одного ряду нагнітальних свердловин. Понад п'ять рядів видобувних свердловин як правило не застосовують по тій причині, що й при позаконтурному заводненні, так як в цьому випадку в центральній частині смуги нафтоносної площі, укладеної між рядами нагнітальних свердловин, вплив на пласт заводненням практично не буде відчуватися, внаслідок чого відбудеться падіння пластового тиску з відповідними наслідками. Число рядів в рядних системах непарне внаслідок необхідності проведення центрального ряду свердловин, до якого передбачається стягувати водонафтовий розділ при його переміщенні в процесі розробки пласта. Тому центральний ряд свердловин в цих системах часто називають стягуючим рядом. Трирядна і п'ятирядна системи. Для трирядної і п'ятирядної систем розробки має значення не лише ширина смуги Lc, а й відстані між нагнітальними і першим рядом видобувних свердловин l01, між першим і другим рядом видобувних свердловин l12 (рис. 2), між другим і третім рядом видобувних свердловин для п'ятирядної системи l23 (рис. 3). Ширина смуги Lc залежить від числа рядів видобувних свердловин і відстані між ними. Якщо, наприклад, для п'ятирядної системи l01 = l12 = l23 = 700 метрів, то Lc = 4,2 км.
- Системи з площинним розташуванням свердловин більш часто використовуються на практиці: п'ятиточкова, семиточкова і дев'ятиточкова. Найінтенсивніша з розглянутих систем з площинним розташуванням свердловин п'ятиточкова, найменш інтенсивна дев'ятиточкова. Вважається, що всі площинні системи є «жорсткими», оскільки при цих системах не допускається без порушення геометричної впорядкованості розташування свердловин і потоків речовин, що рухаються в пласті, використання інших нагнітальних свердловин для витіснення нафти з даного елементу, якщо нагнітальну свердловину, що належить даному елементу, не можна експлуатувати з якихось причин.